# Governo da Tasmânia
A forma do Governo da Tasmânia foi criado por sua Constituição, que data de 1856, apesar de terem sido feitas emendas muitas vezes desde então. Desde 1901, a Tasmânia tem sido um estado da Comunidade da Austrália, e a Constituição da Austrália regula sua relação com a Comunidade.
Sob a Constituição australiana, a Tasmânia cedeu certos poderes legislativos e judiciais à Comunidade, mas manteve completa independência em outras áreas. Na prática, entretanto, a independância dos estados australianos estão sendo fortemente erodidas pelo crescente domínio financeiro da Comunidade.
Tasmânia é governada segundo os princípios do Sistema Westminster, uma forma de governo parlamentar baseado no modelo do Reino Unido. Poder legislativo recai sobre o Parlamento da Tasmânia, que consiste da Coroa, representada pelo Governador da Tasmânia, e as duas Casas, o Conselho Legislativo da Tasmânia e a Assembleia da Tasmânia.